# 恋のうた2
『恋のうた2』（こいのうた2）は、日本のコンピレーション・アルバム。発売元はユニバーサルミュージック。

## 解説
2008年に発売された『恋のうた』の続編にあたり、本作も女性歌手の歌うラブソング集となっている。

## 収録曲
1. 大阪LOVER(4:28)  / DREAMS COME TRUE
作詞/作曲：吉田美和、編曲：中村正人
ユニバーサル・スタジオ・ジャパン『ハリウッド・ドリーム・ザ・ライド』用書き下ろし楽曲。
2. KISSして(4:10) / KOH+(柴咲コウ+福山雅治)
作詞/作曲：福山雅治、編曲：福山雅治・井上鑑
CX系列テレビドラマ『ガリレオ』主題歌。
3. プラネタリウム(5:09) / 大塚愛
作詞/作曲：愛、編曲：愛×Ikoman
TBS系列テレビドラマ『花より男子』イメージソング。
4. anytime(4:12) / 倖田來未
作詞：Kumi Koda、作曲/編曲：Hideya Nakazaki
キリンビール「チューハイ氷結」CMソング。
MTI「music.jp」CMソング。
5. シャングリラ(3:16) / チャットモンチー
作詞：高橋久美子、作曲：橋本絵莉子、編曲：チャットモンチー
CX系列テレビアニメ『働きマン』エンディングテーマ。
tvk「saku saku」2006年11月度エンディングテーマ。
6. 守りたいもの(4:47) / 青山テルマ
作詞：SABRO、作曲：3rd Productions、弦編曲：弦一徹
CX系列テレビドラマ『チーム・バチスタの栄光』主題歌。
7. もう二度と…(5:48) / BENI
作詞：BENI・童子-T、作曲：童子-T・Shingo.S、弦編曲：Gen Ittetsu
自身がフィーチャリングで参加した童子-Tの楽曲「もう一度… feat.BENI」に対するアンサーソング。
8. キミのとなりで(5:09) / BoA
作詞：山本成美、作曲：葛谷葉子、編曲：松原憲
au by KDDI「着うたフル」CMソング。
9. Believe(4:35) / AI
作詞：AI、作曲：AI・DJ YUTAKA・JiN、編曲：DJ YUTAKA
CX系テレビドラマ『医龍-Team Medical Dragon-』（第1シリーズ）主題歌。
10. 幸せになろう(4:32) / mihimaru GT
作詞：hiroko・mitsuyuki miyake・OMA・Hidemi Ino、作曲：hiroko・mitsuyuki miyake・OMA、編曲：hiroto suzuki、弦編曲：CHIKA strings
NHKテレビドラマ『上海タイフーン』主題歌。
11. HEART(3:44) / MEG
作詞：MEG、作曲：中田ヤスタカ
ダリヤコーポレーション「Palty」CMソング。
NTV系列バラエティ番組『フライデーTVラボ』2008年4月-5月期テーマソング。
12. Cherry Cherry(3:58) / Chara
作詞/作曲：Chara、編曲：亀田誠治
ベネッセコーポレーション「こどもちゃれんじ」CMソング。
13. Last Kiss(4:27) / BONNIE PINK
作詞/作曲：BONNIE PINK、編曲：Tore Johansson・BONNIE PINK
CX系列テレビアニメ『GANTZ 〜the first stage〜』エンディングテーマ。
14. BELIEVE(3:52) / twenty4-7
作詞：MIKA、作曲：twenty4-7
映画『私のなかの8mm』主題歌。
15. UNSPEAKABLE(4:23) / Every Little Thing
作詞：持田香織、作曲：菊池一仁、編曲：中尾昌文・大谷靖夫・伊藤一朗
キヤノン「ピクサス」CMソング。
TBS系列『恋愛Master』7メモリーズテーマソング。
16. glitter(4:50) / 浜崎あゆみ
作詞：浜崎あゆみ、作曲：Kazuhiro Hara、編曲：H∧L
ゼスプリインターナショナルジャパン「ゼスプリ ゴールドキウイ」CMソング。